# Verkhnevedeneievski
Verkhnevedeneievski - Верхневеденеевский (rus) és un possiólok del krai de Krasnodar, a Rússia. Es troba a la vora esquerra del Bélaia, afluent del riu Kuban. És a 10 km al nord-oest de Belorétxensk i a 61 km al sud-est de Krasnodar.
Pertany al possiólok de Pervomaiski.